# Jamie Bamber
Pour les articles homonymes, voir Bamber.
 (juin 2025).
Si vous disposez d'ouvrages ou d'articles de référence ou si vous connaissez des sites web de qualité traitant du thème abordé ici, merci de compléter l'article en donnant les références utiles à sa vérifiabilité et en les liant à la section « Notes et références ».
Jamie Bamber (de son nom complet : Jamie St John Bamber Griffith) est un acteur britannique, né le 3 avril 1973 à Hammersmith (Londres). Il est connu pour son rôle de Lee « Apollo » Adama dans la série télévisée Battlestar Galactica.

## Biographie
Jamie Bamber est né à Hammersmith un quartier de Londres, d'une mère nord-irlandaise, Elizabeth (Liz) et d'un père américain, Ralph. Sa jeune sœur est l'actrice Anastasia Griffith.
Bamber a obtenu une maitrise en langues (l'italien et le français) au St John's College de Cambridge, avant d'aller étudier à l'Académie de musique et d'art dramatique de Londres (LAMDA).
Il a épousé l'actrice Kerry Norton en septembre 2003, avec qui il a trois filles : Isla Elizabeth Angela Griffith et des jumelles, Darcy et Ava.
La femme de Bamber, Kerry Norton, a fait quelques apparitions dans Battlestar Galactica. (Contrairement à son époux, son personnage conserve son accent britannique et plus particulièrement sa prononciation dite Received Pronunciation.)

## Battlestar Galactica
Entre 2004 et 2008, Jamie Bamber joue le rôle de Lee « Apollo » Adama, un capitaine de la flotte coloniale dans la série télévisée Battlestar Galactica créée par Ronald D. Moore. La télésuite sert de pilote pour la série, commandée à la suite du succès de celle-ci, par la collaboration des deux chaînes  Sci Fi et Sky TV. C'est à Vancouver en Colombie-Britannique (Canada) que furent tournées les quatre saisons de Battlestar Galactica.
Dans le rôle de Lee Adama, Bamber parle avec un accent américain. Il teint aussi ses cheveux en noir, pour essayer de ressembler un peu plus à Edward James Olmos, qui joue le père de son personnage.

## Filmographie

### Cinéma
- 2002 : Daniel Deronda : Hans Meyrick
- 2012 : Un jour mon père viendra de Martin Valente : Stephen
- 2013 : John Doe: Vigilante (en) : John Doe
- 2017 : L'Embarras du choix : Paul
- 2019 : The Car : road to revenge : Caddok

### Télévision
- 1998 : Hornblower: The Even Chance : l'enseigne Archie Kennedy
- 1999 : Hornblower: The Duchess and the Devil : l'enseigne Archie Kennedy
- 2000 : Hornblower: The Frogs and the Lobsters : le lieutenant Archie Kennedy
- 1999 : Le Mouron rouge (The Scarlet Pimpernel) (télésuite) : Lord Tony Dewhurst
- 2000 : Lady Audley's Secret : George Talboys
- 2000 : Hercule Poirot (saison 7, épisode 1 : Le Meurtre de Roger Ackroyd) : Ralph Paton
- 2001 - 2002 : Peak Practice : Dr. Matt Kendal
- 2001 : Frères d'armes (Band of Brothers) : sous-lieutenant Jack Foley
- 2001 : Hornblower: Mutiny : le lieutenant Archie Kennedy
- 2001 : Hornblower: Retribution : le lieutenant Archie Kennedy
- 2001 : The Devil's Tattoo (UK) Ghost Rig (US) : Tom
- 2001 : Bob Martin : James dans l'épisode 2x22 "Big break"
- 2002 - 2003 : Ultimate Force : le lieutenant puis le capitaine Dotsy Doheny
- 2004 : This Morning : dans son propre rôle
- 2004 - 2009 :  Battlestar Galactica (série TV) : Lee « Apollo » Adama
- 2006 : The Last Detective : Luke
- 2007 : Ghost Whisperer : Bryan Curtis (épisode 2x17 "The Walk In")
- 2007 : Cold Case : Jack Kimball  (épisode 4x15 : Nos années hippies)
- 2009 : Dollhouse : Martin Klar  (épisode 2x01 : Serments)
- 2009 - 2013 :  Londres, police judiciaire (Law and Order UK) : Matt Devlin
- 2011 : Outcasts : Mitchell Hoban (épisode 1x01)
- 2011 : Dr House : Bob Harris (épisode 8x05) « De confessions en confessions »
- 2011 : Les Experts : Miami : Ronnie Hale (saison 10, épisode 3)
- 2012 : Perception : Michael Hathaway
- 2012 : Body of Proof : Aiden Wells
- 2013 : Monday Mornings : Tyler Wilson
- 2014 : Rizzoli et Isles : Autopsie d'un meurtre : Paul Wescourt (épisode 5x12 : L’Accusateur accusé)
- 2014 - 2015 NCIS : Enquêtes spéciales : Jake Malloy (6 épisodes)
- 2015 : The Messengers : Vincent Plowman (3 épisodes)
- 2015 : Rizzoli et Isles : Autopsie d'un meurtre : Paul Wescourt (épisode 5x13 : Un pont vers l’avenir)
- 2016- … : Marcella : inspecteur Tim Williamson
- 2017` : Fearless : Matthew Wild
- 2020 :  Strike Back : Colonel Alexander
- 2022 : D.I. Ray : D.C.I. Martin Hunter
- 2023 : Cannes police criminelle de Camille Delamarre : Harry King
- 2023 : Meurtres au paradis anglais : Archie Hughes

Au cours de l'année 2017, il est aussi apparu discrètement dans un sketch humoristique du duo Éric et Quentin, pour la télévision française.